# Muhammad Taufík egyiptomi alkirály
Muhammad Taufík Pasa, törökösen Tevfik (arab írással محمد توفيق باشا, tudományos átiratban Muḥammad Tawfīq bāšā; Kairó, 1852. április 30. – Helván, 1892. január 7.) a Muhammad Ali-dinasztia tagja, Iszmáíl Pasa fia, Egyiptom alkirálya (khedive címmel) 1879-től haláláig. A nyugati hatalmak segítették trónra apja megbuktatását követően, és uralma alatt zajlott le a külföldi befolyás ellen irányuló Urábi-felkelés, melynek eredményeként 1882-ben Egyiptom brit megszállás alá került.

## Származása, családja

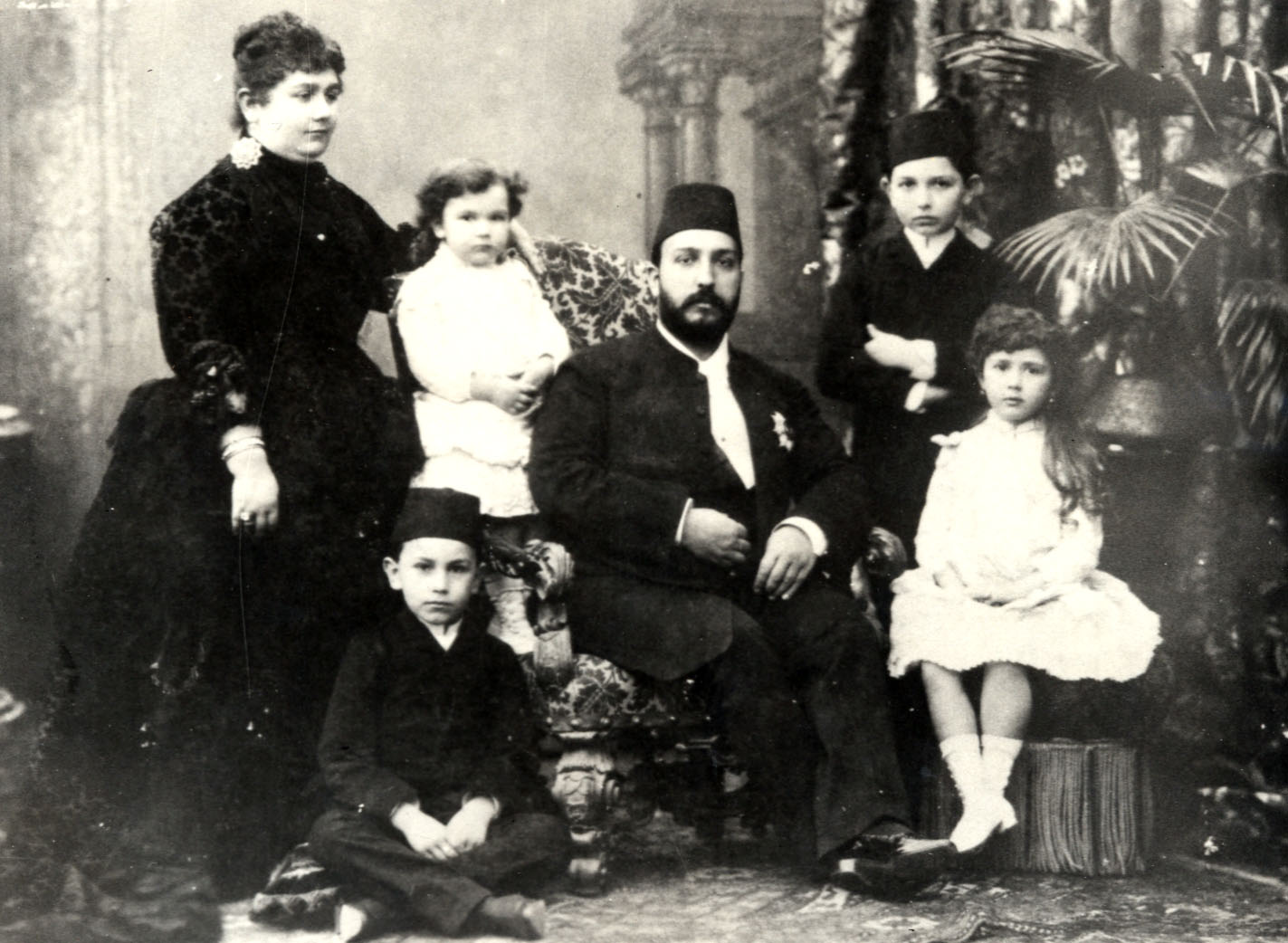
Az alkirály családja körében

Az 1863-ban trónra lépő Iszmáíl Pasa (1830–1895) és Safik Núr (megh. 1884), egy ágyas rabszolga egyetlen gyermekeként született, akit apja csak 1866-ban vett feleségül. Ő volt apjának legidősebb, felnőttkort megérő fia. Kilencből hat fivére és nyolcból hat nőtestvére érte meg a felnőttkort (mind a féltestvérei); utóbb két öccse is Egyiptom trónjára lépett: Huszajn Kámil (1853–1917) és Fuád (1868–1936).
1873. január 16-án vette feleségül és január 23-án vette saját háztartásába egyetlen asszonyát, az isztambuli születésű Amína Nágiját (1858–1931), másodunokatestvére, Ibráhím Ilhámi herceg tábornagy lányát, I. Abbász unokáját. Amínát számos jótékony intézkedése miatt az Umm al-Muhszinín („a jótevők anyja”, azaz a legnagyobb jótevő) névvel illették. Tőle öt gyermeke született:
- Abbász Hilmi Pasa (1874–1944), trónörökös, alkirály
- Muhammad Ali Pasa (1875–1955), altábornagy, régens
- Názli (1877–1879), hercegnő
- Fahr an-Niszá Hadíga (1880–1951), hercegnő, Muhammad Abbász Halím Pasa herceg felesége
- Nimat (1882–1965), hercegnő, Muhammad Túszún Pasa herceg, majd Huszajn Kamál ad-Dín Pasa herceg felesége

## Útja a trónig
A kairói Róda-szigeten lévő al-manjali palotában született és kilencéves korában itt is kezdte meg tanulmányait, amiket a Felkészítő Iskolában folytatott. Számos más herceggel ellentétben nem folytatott külföldi tanulmányokat.  1863-ban vezérőrnagyi kinevezést kapott. 1866-ban lett trónörökös, amikor az oszmán szultáni kormányzat beleegyezett, hogy az egyiptomi alkirályság a primogenitúra elvei alapján öröklődjön. 1868-ban vezírré és tábornaggyá léptették elő, és ebben az évben került sor hivatalos örökösi kinevezésére is. 
Apja 19 éves korától kezdve különböző állami feladatokat bízott félénk és visszahúzódó fiára: 1872-1879 között a nagyjából kormánynak megfelelő uralkodói Magántanács elnöke volt, emellett a belügyeket és a közmunkákat is felügyelte. Miután Núbár Pasa lemondott a katonaság elégedetlensége miatt, és egy ideig maga irányította a kormányzati munkát, nyugati tiltakozást követően, 1879. március 10-én Iszmáíl a trónörököst nevezte ki az ország második miniszterelnökévé, ám kormányában a brit és francia pénz- és közmunkaügyi miniszteré volt a döntő szó. 
Április 7-én az alkirály leváltotta fiát és Muhammad Saríf Pasát bízta meg a kormányalakítással, aki kizárta a külföldieket a kormányból. Válaszul a brit és francia diplomácia nyomás alá helyezte a névlegesen Egyiptomot uraló Oszmán Birodalmat, és elérték, hogyjúnius 25-én II. Abdul-Hamid parancsba adja Iszmáíl leváltását. A bukott khedive Nápolyba ment száműzetésbe, Taufík pedig június 26-án elfoglalta a trónt.

## Uralkodása

### Trónszerzése
A trónváltás nyomán július 5-én Saríf Pasa benyújtotta a lemondását, de az új alkirály megerősítette kormányfői posztján. Az alkirály és a miniszterelnök azonban nem sokáig tudott együttműködni: Muhammad Saríf ugyanis az új alkotmány alapján kívánt kormányozni, amelyben az uralkodó hatalmát a kormány és a Súra Képviselőtanács korlátozta volna. Taufík ebbe nem egyezett bele, így augusztus 18-án Saríf Pasa lemondott, az alkirály pedig személyesen alakított kormányt, feloszlatva a Képviselőtanácsot. Ez azonban brit-francia tiltakozást váltott ki, így szeptember 21-én átadta a hatalmat Musztafa Rijád Pasának, aki hozzá hasonlóan elutasította az alkotmányosságot, és az abszolutizmus híve volt.
Taufík igyekezett kielégíteni a nagyhatalmak igényeit, ezért száműzte Dzsamál ad-Dín al-Afgánit, aki az iszlamizmus egyik első propagátoraként a gyarmatosítókkal való szembenállást hirdette. A külföldi tartozások kiegyenlítése érdekében eladta a Szuezi-csatorna részvényeinek egyiptomi kézben maradt 15%-át,  így innen már nem származott bevétele kormányának, illetve 1880-ban Rijád kormányzata törvénybe foglalta, hogy az állami bevételek felét adósságszolgálatra kell fordítani.

### Az Urábi-felkelés
1881 januárjában az egyiptomi arab tisztek előmenetelét gátló, a magasabb rangokat a hagyományos oszmán török-cserkesz elit számára fenntartani kívánó Uszmán Rifki hadügyminiszter ellen tiltakozás kezdődött Ahmad Urábi ezredes vezetésével, akit ezért két társával együtt hadbíróság elé állítottak, ám a hozzájuk hű alakulatok kimentették őket. Taufík és Rijád Pasa ekkor beleegyezett Rifki leváltásába, akinek utódja az arabbarát Mahmúd Számi al-Bárúdi lett. Az elkövetkező hónapokban Urábi a nyugatellenes, arab nacionalista és liberális ellenzék vezéralakjává vált. Taufík augusztusban elmozdította al-Bárúdit és Urábi alakulatát Kairón kívülre vezényelte. A katonaság azonban megtagadta az engedelmességet, és szeptember 9-én az Abdín-palota előtti téren rákényszerítették az alkirályt, hogy menessze Rijádot, hívjon össze új Képviselőtanácsot és ígéretet tegyen a pénzügyi megszorítások miatt alacsony létszámú sereg feltöltésére.
Muhammad Saríf ismét kormányt alakíthatott, 1881 decemberében pedig megint összeült a Képviselőtanács, amely újra egyfajta alaptörvény kidolgozásába kezdett.
1882. január 8-án a brit és francia kormányzat közös jegyzéket juttatott Egyiptomba, amelyben beavatkozással fenyegettek arra az esetre, ha a khedive hatalma veszélybe kerülne. Taufík külföldiektől való függésének ilyen nyílt demonstrációja nacionalista fellángoláshoz vezetett a Képviselőtanácsban. Február 4-én Számi al-Bárúdi kapott miniszterelnöki kinevezést: kormányában Urábi lett a hadügyminiszter, és több más tárcát is egyiptomi arabok tölthettek be. Új alkotmányt fogadtak el, amelyben a Képviselőtanács megnövekedett jogokat kapott. A hadsereg számos tisztjét is leváltották, és végre arab tisztek is magasabb rangokhoz juthattak. Áprilisban felszámoltak egy török-cserkesz körökben szerveződő összeesküvést, melynek tagjait Szudánba száműzték, ám a franciák és britek támogatásukról biztosították a hatalmát féltő alkirályt, aki május elején az összeesküvésért száműzött tisztek ítéletét általános száműzetésre enyhítette (azaz nem kellett Szudánban maradniuk). Az eset hatalmas felháborodást váltott ki; egyesek már Taufík leváltását javasolták, míg a nyugati hatalmak Urábi menesztését követelték. A kormány le is mondott, de az előkelőségek rávették az alkirályt, hogy a nyugalom megőrzése érdekében visszahelyezze Urábit a hadügyek élére.
Június 11-én Alexandriában véres összecsapás alakult ki a helyiek és a nagy számban jelenlévő európaiak között, melynek nyomán Taufík jobbnak látta elhagyni Kairót és a brit és francia hadihajók közelébe költözni a kikötővárosban. Június 18-án Iszmáíl Rágib Pasa, a Képviselőtanács korábbi elnöke vezetésével új kormányt nevezett ki, melynek Urábi maradt a hadügyminisztere. Július 11-én a brit flotta bombázni kezdte Alexandria erődítményeit. Az alkirály utasított az ellenállásra, de a hatalmas fölényben lévő támadók elől Urábi inkább kivonta a katonaságot a városból. Másnap a khedive az ellenállás beszüntetésére utasított a Rasz at-Tín-palotából, ám Urábi nem engedelmeskedett neki.
július 17-én, majd július 29-én különböző világi és vallási vezetők részvételével „általános gyűlést” tartottak Kairóban, amely elrendelte a britek gyámsága alatt álló, árulónak és a saría rendelkezéseit megsértőnek nyilvánított Taufíkkal való szembeszállást. A britek védelmét élvező alkirály válaszul augusztus 7-én Urábit lázadónak és bűnözőnek nyilvánította, és augusztus közepén ismét Muhammad Saríf Pasával alakíttatott kormányt. A brit erők szeptember 13-án az Tell al-Kabír-i csatában szétverték Urábi seregét, másnap pedig bevonultak Kairóba, ahova rövidesen Taufíkot is visszahelyezték.

### A felkelés után

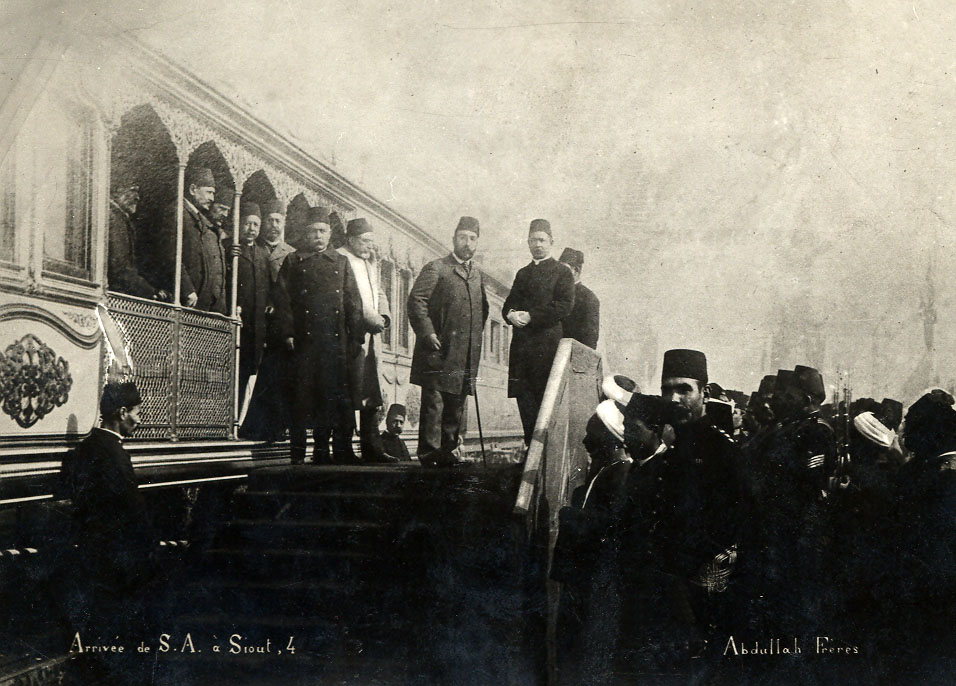
Taufík khedive látogatása Assziutban

Az alkirály nehezményezte, hogy a felkelés főszervezőit – köztük Urábit és Számi al-Bárúdit – halálbüntetés helyett csupán száműzetéssel sújtották. A hadsereget feloszlatták, az urábista tiszteket menesztették és megfosztották juttatásaiktól. 1883-ban Muhammad Taufík végül amnesztiát adott azoknak, akiket a felkeléssel kapcsolatban elfogtak, de még nem született ügyükben ítélet.
A nacionalista ellenzék szemében hazaárulóvá vált Taufík, aki a brit fegyvereknek köszönhetően őrizte meg a trónját, hátralévő életében a megszállók engedelmes híve volt és minden téren együttműködött velük. A Mahdi-felkelés miatt amúgy is javarészt elveszett szudáni területek kiürítésébe is beleegyezett 1884-ben. Visszatérésével ismét a forradalom során javarészt őt támogató oszmán eredetű elit kezébe került a kormányzati és állami pozíciók zöme, a helyi, egyiptomi arab elem ismét kiszorult az magas pozíciókból. A döntő szó ezentúl minden ügyben a briteké volt, akiket 1883-tól majdnem negyed századon át Lord Cromer főkonzul képviselt.
Taufík fiatalon halt meg helváni palotájában, családja más tagjaival együtt a kairói mauzóleumában temették el, amit Fabricius Pasa tervezett. A trónon 17 éves fia, Abbász Hilmi követte.